# 森郁月
森 郁月（もり かつき、1988年12月27日 - ）は、日本のファッションモデル、女優である。
大阪府藤井寺市出身。スターダストプロモーション芸能1部所属。

## 略歴
中学三年生の時に東京でスカウトされ、その後、地元大阪でモデルとして活動。
2006年5月日本郵政公社キャンペーンのテレビCMでデビュー。
大学進学を機に上京、ファッション雑誌「MORE」（集英社）の専属モデルを経て、BAILA（集英社）の専属モデルとして活動。
2010年に舞台『大六天魔王の最期～夏目漱石推理帳～』への出演をきっかけに活動を演技へとシフトする。
2021年、出演作『偶然と想像』が第71回ベルリン国際映画祭銀熊賞を受賞した。
趣味の山登りを生かして登山番組にも出演するなど、幅広く活動している。

## 出演

### 雑誌
- BAILA（集英社）専属モデル
- MORE（集英社）専属モデル（2006年1月 - 2007年）[6]

### テレビドラマ
- 松本清張没後20年特別企画・危険な斜面（2012年9月30日、フジテレビ）
- ゆりちかへ ママからの伝言（2013年1月26日、名古屋テレビ制作・テレビ朝日系）
- ストロベリーナイト アフター・ザ・インビジブルレイン「アンダーカヴァー」（2013年1月26日、フジテレビ）- 矢口真澄 役
- 金曜ロードSHOW! チープ・フライト（2013年3月1日、日本テレビ）
- NHKスペシャル 未解決事件（2013年6月9日、NHK総合）
- 連続ドラマW LINK（2013年10月、WOWOW）
- ミス・パイロット 第5話（2013年11月12日、フジテレビ）
- 連続ドラマW 夢を与える（2015年6月、WOWOW）
- いつかこの恋を思い出してきっと泣いてしまう（2016年1月、フジテレビ）
- 連続ドラマW 銭形警部 漆黒の犯罪ファイル 第1話・2話（2017年2月19日・26日、WOWOW）

### 映画
- コドモのコドモ（2008年9月、萩生田宏治監督）- 朋子 役
- ヒカリエイガ Episode 6:Creative『Lumière?』（2013年4月）
- アカンサス (Short Movie、2014年11月、坂本あゆみ監督） - 主演
- Sea Opening（2018年2月、堀内博志監督）- マサヨ 役
- ユートピア (2018年4月、伊藤峻太監督) - コニ 役
- 検察側の罪人 (2018年8月、原田眞人監督)
- 閉鎖病棟 -それぞれの朝- (2019年11月、平山秀幸監督)
- 偶然と想像（2021年、濱口竜介監督） -  奈緒 役[7]

### 舞台
- 第六天魔王の最期～夏目漱石推理帳～（2010年7月、エアースタジオ）
- 飯田家の最期（2011年6月、アクアスタジオ）
- Letter（2011年8月-9月、恵比寿・エコー劇場）
- 君死にたまふことなかれ（2012年1月、アクアスタジオ）
- 2012 A/W Marunouchi Collection Produced by BAILA・Marisol(2012年9月14日、丸ビル丸キューブ)
- 結婚の偏差値 舞台編（2014年1月、SPACE107）
- オフィスコットーネプロデュース「ガーデン garden」（2014年5月、吉祥寺シアター）
- 演劇企画集団THE・ガジラ 年間WS公演「ルル」（2015年6月、下北沢・小劇場B1）
- Parco Production「転校生」（2015年8月、Zeppブルーシアター六本木）
- 演劇ユニット ハツビロコウ 第3回公演「あるいは友をつどいて」（2017年3月、SPACE 梟門）
- ふるあめりかに袖はぬらさじ（2017年7月、明治座）
- 演劇ユニット ハツビロコウ 第7回公演「R.U.R.」（2019年3月、東京・小劇場楽園）
- 劇団た組　居酒屋公演「かつて我々」（2019年11月、三軒茶屋・魚屋さんじゅうまる）
- 演劇ユニット ハツビロコウ「かもめ」（2021年3月、下北沢・シアター711）※コロナ禍により公演中止

### ドキュメンタリー番組
- 高田純次の年金生活 (登山の指南役として)（2012年11月、BSジャパン）
- にっぽんトレッキング100 スペシャル『シーズン到来！テントを背負って山へ行こう』」(北八ヶ岳 テント泊)（2018年7月、NHK BSプレミアム）
- にっぽんトレッキング100 『歩けば出会える！大自然の絶景SP』」(西沢渓谷) （2018年9月、NHK BSプレミアム）
- にっぽんトレッキング100 『大分・温泉と錦秋の峰〜別府・由布＆くじゅう〜』」(鶴見岳と由布岳)（2018年11月、NHK BSプレミアム）
- にっぽんトレッキング100 スペシャル『実りの秋　山の恵み』」(北アルプス テント泊)（2018年11月、NHK BSプレミアム）
- にっぽんトレッキング100 『水の森と天空の岩峰～奥秩父大縦走～』」(甲武信ヶ岳から金峰山、瑞垣山)（2019年7月、NHK BSプレミアム）
- にっぽんトレッキング100 スペシャル『絶景満喫！知られざるTOKYOを歩く』」(三宅島)（2019年7月、NHK BSプレミアム）
- にっぽんトレッキング100 『絶景！渓谷と美林 中央アルプスの頂へ～長野・木曽』」(木曽駒ヶ岳)（2019年9月、NHK BSプレミアム）
- にっぽんトレッキング100 スペシャル『絶海の楽園・小笠原』」(小笠原諸島 母島)（2019年9月、NHK BSプレミアム）
- ニッポン島旅『沖縄・黒島 旧正月 “結い”の祭り』（2020年4月、NHK BS4K）
- ニッポン島旅『愛媛・大島 故郷の“とうどおくり”』（2020年6月、NHK BS4K）
- テントを背負って（2020年8月21日、NHK BSプレミアム）
- ニッポン島旅『山口・角島 幻の魚を追い続けて』（2020年10月、NHK BS4K）
- ニッポン島旅『香川・志々島 大楠に守られて』（2020年11月、NHK BS4K）
- ニッポン島旅『高知・鵜来島 あの時 日本軍がいた』（2021年2月、NHK BS4K）

### ネット番組
- ぷらすと by Paravi -ぷらすとガールズ（不定期出演）

### PV
- コブクロ「Blue Bird」(2010年)
- JUJU「また明日」(2011年)
- AKIHIDE「RAIN MAN」(2014年)
- 岡村靖幸「彼氏になって優しくなって」(2014年)
- 味噌汁's「MISO TV & SONGS」(2015年)

### CM
- 日本郵政公社キャンペーン(2006年5月）
- 駿台予備学校 (2008年1月)
- 東芝「ママゴコロ家電」(2009年9月)
- 富士通docomo STYLE F－07B(2010年5月)
- サントリー BOSS「贅沢微糖『行列』篇」(2010年8月)
- 日本ケンタッキーフライドチキン スマートバリュー(2010年9月)
- ロート製薬肌研[飲む]ヒアルロン酸「60mg」篇(2010年10月)
- CanonPowerShot S100「日常を美しくする技術」篇（2011年12月）
- google googleモバイル「音声検索 音声認識」（2012年3月）
- 留学ジャーナル （2012年3月）
- プレナス 「ほっともっと『のり弁当／とん汁』篇」（2012年9月）
- プラン ドゥ シー（2012年11月）
- JR西日本「ピオレ姫路 グランドオープン」（2013年4月）
- セブンイレブン「朝得クーポン」（2013年6月）
- 日本マクドナルド「マックフロート『カラフル4人組篇』」（2014年4月）
- カゴメ「カゴメトマトジュース『PREMIUM解禁篇』」（2014年8月）
- ユニバーサル・スタジオ・ジャパン「2015年間パス」（2015年2月）
- SUBARU「インプレッサSPORT」グライダー篇（2015年11月）
- ファミリーマート「生まれ変わったファミマのうどん篇 2016夏」（2016年5月）
- P＆Gジャパン「ボールド　プラチナバレエ篇、プラチナ忍法篇」（2016年10月）
- ベルーナ「あったか裏ファープルオーバー」（2016年10月）
- ユニバーサル・スタジオ・ジャパン 「熱狂スパイラル」（2017年1月）
- マンナンライフ クラッシュタイプの蒟蒻畑「反対の電車」篇「マボロシ」篇 （2017年3月）
- AGF「ブレンディ」（2018年5月）
- LEPSIM「LEPSIM 2020」（2020年9月）
- pdc ピュアナチュラル「できるだけ頑張らない」（2020年11月）